# Mia mamma è un'aliena
Mia mamma è un'aliena (Where Have All Parents Gone?) è un romanzo per ragazzi scritto nel 1995 da George Edward Stanley e pubblicato per la collana Spinetinglers sotto lo pseudonimo condiviso di M. T. Coffin. In Italia il romanzo è stato pubblicato nel 1998 da Sperling & Kupfer.

## Trama
Una mattina la protagonista si sveglia sentendo squillare il telefono senza che nessuno vada a rispondere, la casa è infatti stranamente vuota. A chiamare è la sua migliore amica, spaventata per la scomparsa dei genitori. In breve, tutti i bambini ed i ragazzi della città di Broxton si rendono conto che gli adulti sono scomparsi. Vengono ritrovati solamente il giorno dopo, ma il loro comportamento diventa sempre più strano.